# Katmer

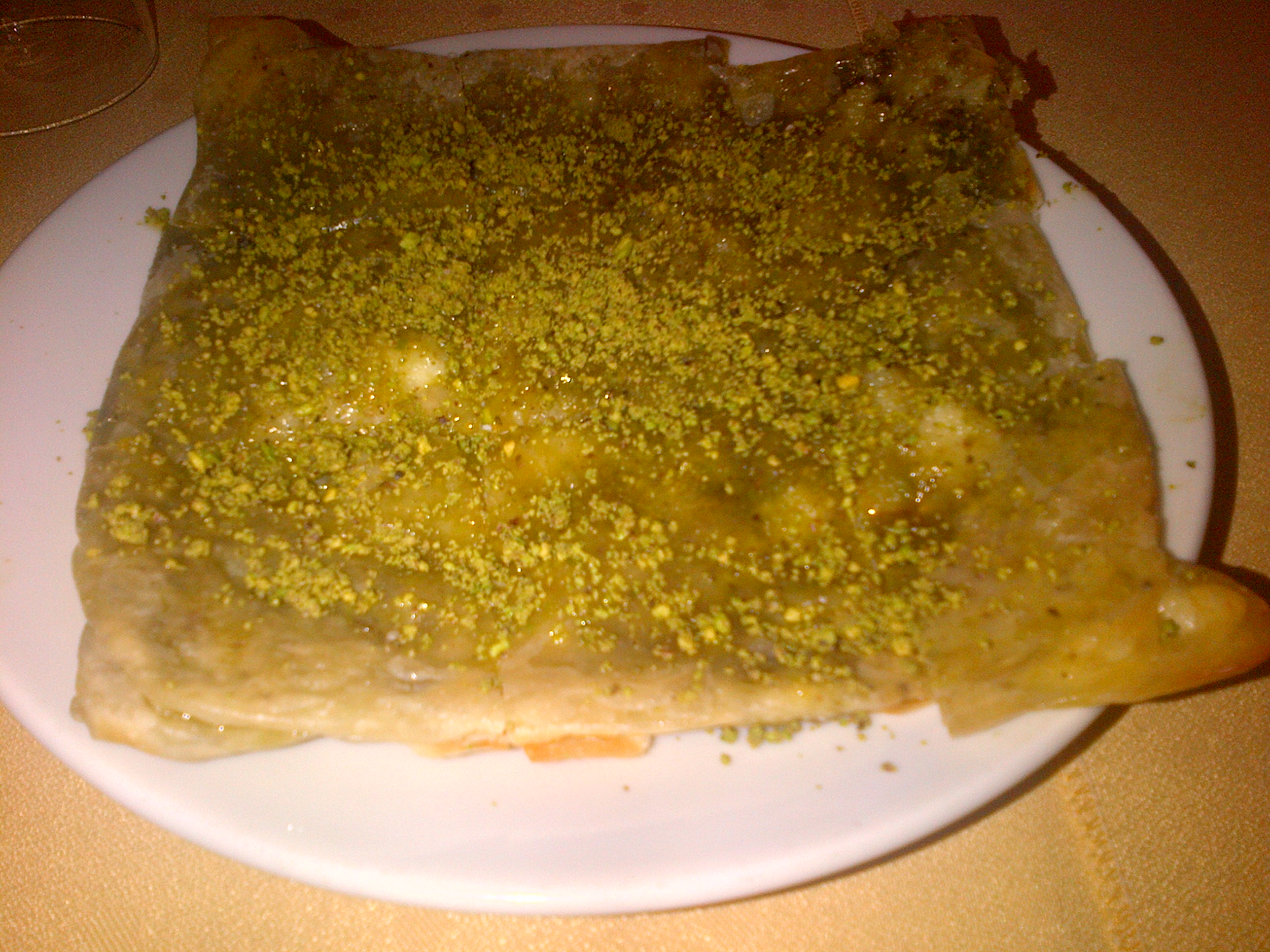
Katmer come dessert in Turchia, con kaymak (dentro) e pistacchi (sopra).

Il Katmer o Katlama (che significa "piegare" o "piegato" in turco) è un pane piatto nella cucina turca e nella cucina dell'Asia centrale. In Kirghizistan si chiama Kattama. In Turchia, il katmer è più comune ad Afyon (città famosa per il suo kaymak), Gaziantep e Sivas. A Urfa, la parola katmer è usata per indicare il baklava. È un pane che si presenta a strati (kat). È anche preparato in versione dolce.